# Carlos Sorín
Carlos Sorín (Buenos Aires, 1944) es un director y guionista de cine argentino.
Ha dirigido filmes como La película del rey (1985), La era del ñandú (1986), Eterna sonrisa de New Jersey (1989) Historias mínimas (2002), Bombón - el perro (2004) y El camino de San Diego (2006). En tres de ellas ha contado con la ayuda de su hijo, el compositor Nicolás Sorín, que ha intervenido en la producción musical. Por su trabajo ha recibido más de 20 premios nacionales e internacionales, entre ellos el Premio Konex - Diploma al Mérito 1991 como uno de los cinco mejores directores de cine de la década 1981-1990 en Argentina. En 2003, tuvo a su cargo la regie de la ópera Armida de Gluck en el Teatro Colón de Buenos Aires.

## Filmografía
- La película del rey (1985)
- Eterna sonrisa de New Jersey (1989)
- Historias mínimas (2002)
- Bombón, el perro (2004)
- El camino de San Diego (2006)
- La ventana (2009)
- El gato desaparece (2011)
- Días de pesca en Patagonia (2012)
- Joel (2018)
- El cuaderno de Tomy (2020)

Director de fotografía
- ... (Puntos suspensivos) (inédita)  (1970)
- Este loco verano (1970)
- El adentro (abandonada) (1971)
- La familia unida esperando la llegada de Hallewyn (1971)
- La Nueva Francia (abandonada) (1972)

Televisión
- La Era del Ñandú (1986) (falso documental)

## Premios y distinciones
Festival Internacional de Cine de Venecia
| Año  | Categoría                            | Película            | Resultado |
| ---- | ------------------------------------ | ------------------- | --------- |
| 1986 | León de plata a la major ópera prima | La película del rey | Ganador   |

Festival Internacional de Cine de San Sebastián
| Año  | Categoría                      | Película                   | Resultado |
| ---- | ------------------------------ | -------------------------- | --------- |
| 1989 | Premio FIPRESCI                | Sonrisas de New Jersey     | Ganador   |
| 2002 | Premio Especial del Jurado     | Historias mínimas          | Ganador   |
| 2002 | Premio FIPRESCI                | Historias mínimas          | Ganador   |
| 2002 | Premio CICAE                   | Historias mínimas          | Ganador   |
| 2002 | Premio SIGNIS-Mención especial | Historias mínimas          | Ganador   |
| 2004 | Premio FIPRESCI                | Bombón, el perro           | Ganador   |
| 2006 | Premio Especial del Jurado     | El camino de San Diego     | Ganador   |
| 2012 | Premio SIGNIS                  | Días de pesca en Patagonia | Ganador   |